# Quận Montgomery, Alabama
Quận Montgomery là một quận thuộc tiểu bang Alabama, Hoa Kỳ.
Đây là quận đông dân nhất ở Khu vực thống kê đô thị Montgomery. Theo điều tra dân số của Cục điều tra dân số Hoa Kỳ năm 2000, quận có dân số 233.510 người. Quận lỵ đóng ở thành phố Montgomery.